# Assimpao
Assimpao (arabisch آسیمپائو, auch: Marahabé, Maraharé ??) ist ein Ort auf der Insel Anjouan im Inselstaat Komoren im Indischen Ozean. 1991 hat man 1112 Einwohner gezählt.

## Geographie
Assimpao liegt an der Südküste des westlichen Ausläufers von Anjouan am Fluss Mro Assimpao. Die nächstgelegenen Ortschaften sind Chitsangachélé und Maraharé.